# Flammarion (krater)
För andra betydelser, se Flammarion.
Flammarion är en krater på planeten Mars namngiven efter den franske astronomen Camille Flammarion.
Kratern har en diameter på ungefär 173 km.